# Мясоедов-Иванов, Виктор Андреевич
Виктор Андреевич Мясоедов-Иванов (23 января (4 февраля) 1841 — 23 октября (5 ноября) 1911) — русский строитель, инженер-путеец, сенатор, член Государственного совета, товарищ министра путей сообщения. Тайный советник.

## Биография
Родился 23 января (4 февраля) 1841 года в имении Надеждино в дворянской семье Курской губернии. 
Окончил Институт Корпуса инженеров путей сообщения и в 1860 году в чине поручика начал службу на Кавказе в качестве производителя работ на участке Военно-Грузинской дороге между Владикавказом и Коби.
Во Владикавказе по собственному проекту построил мост через реку Терек, который назвали Ольгинским (в честь великой княгини Ольги Фёдоровны, супруги наместника на Кавказе великого князя Михаила Николаевича); открытие моста состоялось 22 ноября 1863 года.
В 1863 году вёл изыскательские работы по приспособлению реки Кубань для пароходства. Эта территория находилась в районе боевых действий и ему пришлось участвовать в военной экспедиции против горцев на Западном Кавказе под командованием генерал-майора В. А. Геймана.
В 1866 году он был назначен в распоряжение Оренбургского генерал-губернатора Н. А. Крыжановского для устройства путей сообщения во вновь присоединённом Туркестанском крае, а затем проводил изыскательские работы по улучшению реки Белой для судоходства.
В 1869 году был назначен начальником участка по ремонту пути на Курско-Азовской железной дороге и вскоре стал начальником службы движения на этой дороге.
С 1872 по 1889 год последовательно состоял управляющим четырьмя железными дорогами: Курско-Киевской, Курско-Харьково-Азовской, Козлово-Ростовской и Орловско-Грязской. Затем был переведён в Санкт-Петербург членом Управления казённых железных дорог. В течение службы в Управлении назначался председателем комиссии по приёму переходивших в казну железных дорог: Ржевско-Вяземской, Либаво-Роменской, Варшавско-Тираспольской, Московско-Курской. Кроме того, в качестве члена Управления казённых железных дорог, руководившего коммерческим отделом, участвовал в работе железнодорожных съездов, тарифного совета и совета по железнодорожным делам.
В 1892 году был избран преподавателем кафедры эксплуатации железных дорог Института инженеров путей сообщения. В 1894 году защитил диссертацию «К вопросу об учреждении органов для учёта и распределения подвижного состава железных дорог» и получил должность адъюнкт-профессора. В этом же году, решением Департамента Герольдии Правительствующего сената Виктору Андреевичу Иванову было дозволено присоединить к его фамилии и гербу фамилию и герб Мясоедовых и именоваться впредь Мясоедовым-Ивановым (герб не внесен в Общий Гербовник, Гербовник Царства Польского или Дипломные сборники).
В 1895 назначен главным инспектором железных дорог, а также заведующим главной экспедицией водяных сообщений и шоссе. В 1897—1900 годах занимал пост председателя Управления казённых железных дорог. В 1899 году был произведён в чин тайного советника.
С 1900 по 1909 год был товарищем министра путей сообщения (при министрах; князе М. И. Хилкове, К. С. Немешаеве, Н. К. Шафгаузене).
В августе 1905 года по апрель 1906 входил в состав Особого совещания для рассмотрения дополнительных к узаконениям о Государственной думе правил.
С 1 января 1909 года был назначен сенатором. В январе 1910 назначен членом Государственного совета и вошёл в состав его присутствующих членов.
За службу удостоен ряда высших российских орденов до ордена Белого Орла включительно.
Скончался на 71 году жизни, 23 сентября (6 октября) 1911 года.

## Семья
Жена Надежда Викторовна, урожденная Звенигородская, сестра известного коллекционера и мецената А. В. Звенигородского. Их дети:
- Сергей (24 августа 1876 — 31 декабря 1943, Париж), окончил Морской корпус в 1895 году. Капитан 2-го ранга Гвардейского экипажа (в отставке с 1917). В Вооруженных силах Юга России; с 10 октября 1919 года, на 1-15 ноября 1919 года представитель морского министерства при штабе Войск Новороссийской области. Капитан 1-го ранга[4]. В эмиграции в 1921 году — член Союза морских офицеров в Константинополе, затем в Болгарии и Франции, к 1930 году член объединения Гвардейского экипажа. Похоронен на кладбище Сент-Женевьев де Буа. с 12 ноября 1900 года его женой была  — Анастасия Алексеевна Суворина (1877—1930, Нью-Йорк), дочь издателя А. С. Суворина — актриса (сценич. псевд. Астра Суворина), автор пьес и очерков «На автомобиле». У них 30 ноября 1907 года родились сыновья Андрей и Николай[5]; супруги развелись в 1910-е годы[6]. Бывшая жена была после 1917 года также в эмиграции — сначала в Японии, затем в США.
- Владимир (? — 20 января 1925, Пирей, Греция), инженер-путеец. После 1920 года — в эмиграции[7].